# Llista de carreteres prefecturals de Tòquio

Símbol de les carreteres prefecturals de Tòquio

Les carreteres prefecturals de Tòquio (東京都の都道, Tōkyō-to no todō) són la xarxa de carreteres d'àmbit prefectural i regional gestionades i pertanyents al Govern Metropolità de Tòquio. Per tal d'abreujar el nom, s'empra la denominació TK acompanyada del número, referint-se aquestes a "Tòquio" segons els codis de matriculació d'automòbils oficials.

## Primera classe
- TK-2
- TK-3
- TK-4
- TK-5
- TK-6
- TK-7
- TK-8
- TK-9
- TK-10
- TK-11
- TK-12
- TK-14
- TK-15
- TK-16
- TK-17
- TK-18
- TK-19
- TK-20
- TK-24
- TK-25
- TK-28
- TK-29
- TK-31
- TK-32
- TK-33
- TK-36
- TK-40
- TK-41
- TK-43
- TK-44
- TK-45
- TK-46
- TK-47
- TK-48
- TK-49
- TK-50
- TK-51
- TK-52
- TK-53
- TK-54
- TK-55
- TK-56
- TK-57
- TK-58
- TK-59
- TK-60
- TK-61
- TK-63
- TK-67
- TK-68

## Segona classe
- TK-102
- TK-103
- TK-104
- TK-106
- TK-107
- TK-108
- TK-110
- KN-111
- TK-112

## Especials primera classe
- TK-301
- TK-302
- TK-304
- TK-305
- TK-306
- TK-307
- TK-308
- TK-311
- TK-312
- TK-313
- TK-314
- TK-315
- TK-316
- TK-317
- TK-318
- TK-319

## Especials
- TK-401
- TK-402
- TK-403
- TK-404
- TK-405
- TK-406
- TK-407
- TK-408
- TK-409
- TK-412
- TK-413
- TK-414
- TK-415
- TK-416
- TK-418
- TK-420
- TK-421
- TK-423